# Olaf Groh-Samberg
Olaf Groh-Samberg (* 1971) ist ein deutscher Soziologe sowie Professor für Soziologie an der Universität Bremen und der Bremen International Graduate School of Social Sciences (BIGSSS). Seine Arbeitsschwerpunkte sind die Themen Soziale Ungleichheit, Arbeitsmarkt, Bildung und Wohlfahrtsstaat.
Groh-Samberg promovierte 2006 an der Universität Münster. Seine Dissertation trägt den Titel Armut, soziale Ausgrenzung und Klassenstrukturen. Zur Integration multidimensionaler und längsschnittlicher Perspektiven. Von 2006 bis 2009 war er am Sozio-oekonomischen Panel (SOEP) am Deutschen Institut für Wirtschaftsforschung (DIW) in Berlin. Seit 2009 war er Research Professor am DIW. Des Weiteren war er seit 2009 Junior Professor für Soziologie an der Universität Bremen. 2012 trat Groh-Samberg die Professur  Soziologie, mit Schwerpunkt auf Bildung, Arbeit und Soziale Ungleichheit an der Universität Bremen und der Bremen International Graduate School of Social Sciences (BIGSSS) an.
Er leitet das Forschungsprojekt Welfare State, Inequality and Quality of Life an der Graduate School. Groh-Samberg Sprecher ist seit 2019 Sprecher des Forschungsinstituts Gesellschaftlicher Zusammenhalt.

## Publikationen
- Armut, soziale Ausgrenzung und Klassenstrukturen. Wiesbaden: VS-Verlag für Sozialwissenschaften 2009.